# Bossow
Koordinaten: 53° 37′ N, 12° 15′ O

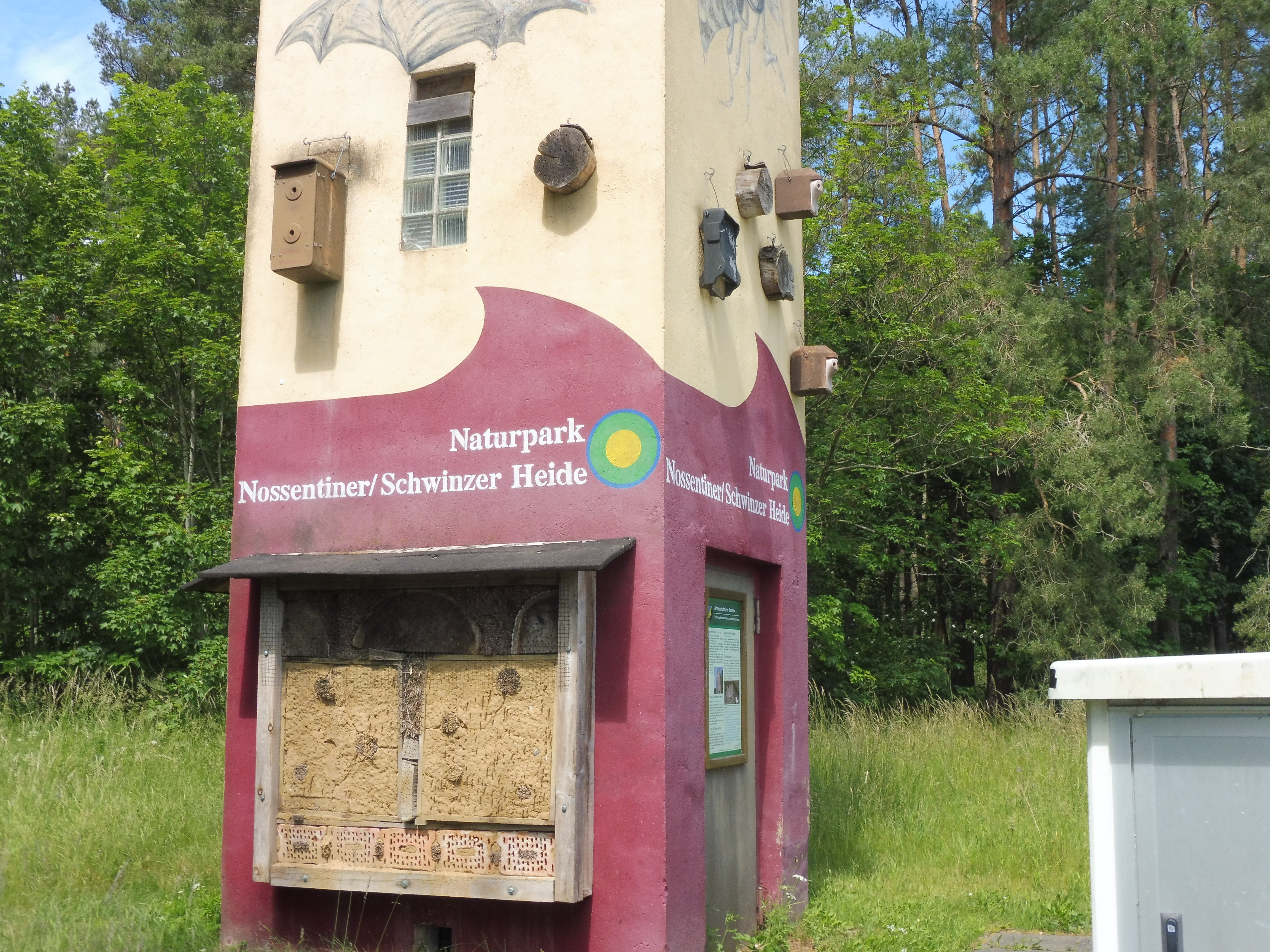
Zwischen Schwinzer und Nossentiner Heide (2020)

Bossow ist ein Ortsteil der Stadt Krakow am See im Landkreis Rostock in Mecklenburg-Vorpommern und liegt in der Nähe des Naturschutzgebietes Krakower Obersee und im Naturpark Nossentiner/Schwinzer Heide. Die Einwohnerzahl des Ortsteils betrug am 31. Dezember 2020 45.

## Geografie

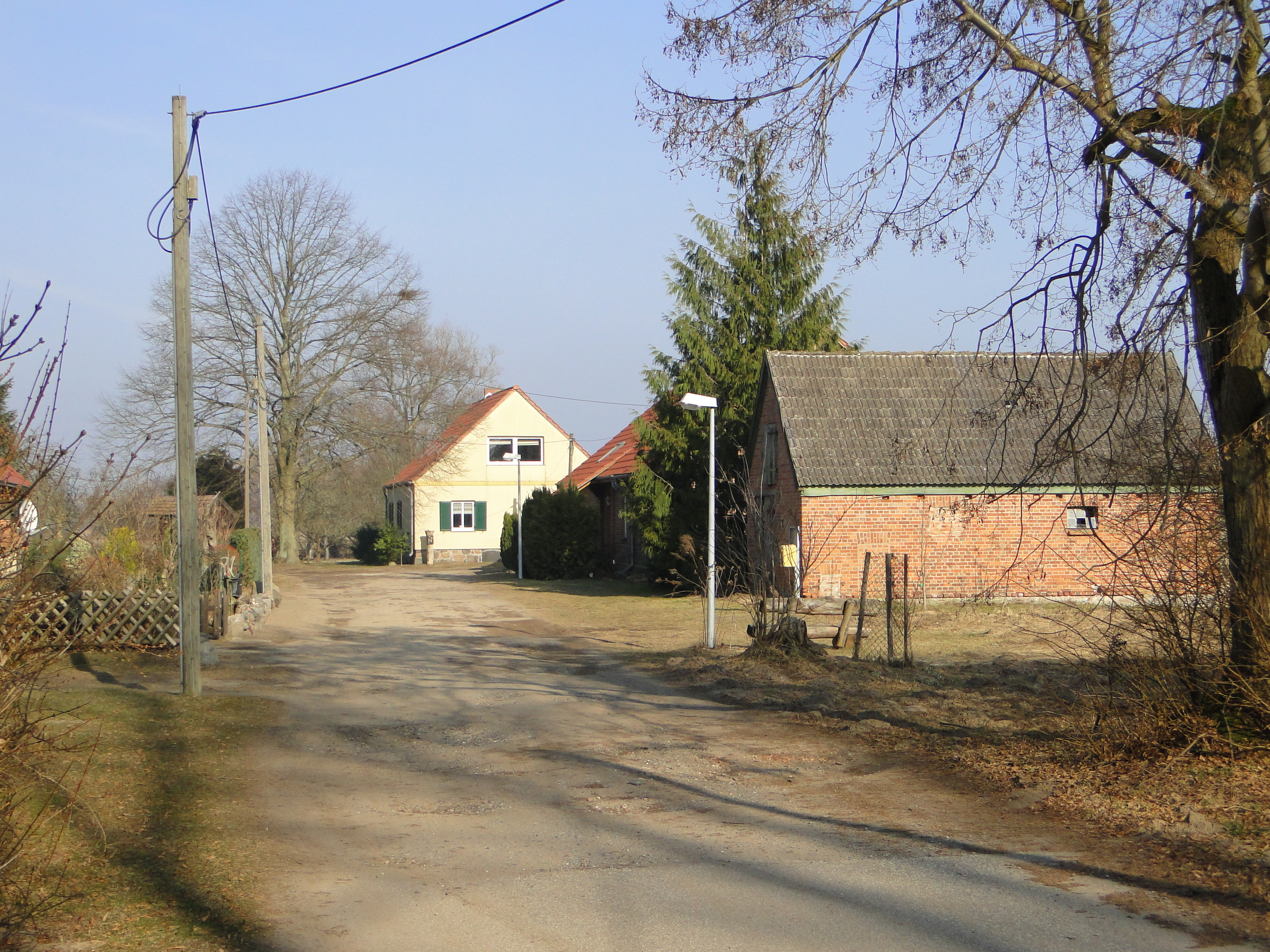
Lindenweg in Bossow (2001)

Der kleine Ort Bossow liegt inmitten des Naturparks am Ostrand des gleichnamigen Forstreviers und an der Landesstraße 37 (bis Ende 2015 B 103), etwa 4 km südlich der Kernstadt Krakow am See. Westlich erstrecken sich Sander der Schwinzer Heide. Der nordöstlich gelegene Krakower Obersee wurde schon 1939 unter Naturschutz gestellt. Mit mehreren Inseln und den angrenzenden Wald-, Moor- und Wiesenflächen ist der Krakower See ein hervorragendes Brut- und Rastgebiet für Wasser- und Möwenvögel. Nach dem Ort benannt ist der südlich der Ortsbebauung liegende Bossower See. Die von jeher bewaldete Schwinzer Heide vom Goldberger See im Westen bis hin zu den östlichen Forstrevieren zwischen Karow (Plau am See), Bossow und Glave war unberührtes Gebiet des Klosters Dobbertin.

## Geschichte
Schon in der Bronzezeit war die Gegend besiedelt, was der Fund eines zerstörten Kegelgrabs mit einer Urne und einem bronzenen Armring beim Straßenbau 1845/46 belegt. Der Name bekundet die spätere Niederlassung von Slawen. Es könnte der Ort des Bos, wahrscheinlicher aber der Flieder-/Holunderort, gemeint sein. Die Feldmark selbst besteht fast ausschließlich aus Heidesand. In der geschriebenen Geschichte wird Bossow zum Ende des 14. Jahrhunderts genannt, als 1386 das Dorf noch ein Lehn der Linstows auf Glave war. 1396 begannen sie Besitzungen, die nicht Otto von Hahn gehörten, dem Kloster Dobbertin zu verpfänden. 1413 verkauften die Söhne Hinrich und Gottschalk Linstow für 150 Mark Lübisch ihren Besitz im Dorf Bossow an den Propst Nicolaus Mestrop und die Priorin Anna Thun mit dem Konvent des Klosters Dobbertin. Nach dem Kaiserbederegister von 1496 lebten in Bossow 31 Erwachsene, wonach man auf fünf bis neun Bauernhufen kam. 1540 wurden sechs Familien noch mit slawischen Namen Geran, Gußloff und Miltichen in den Landbederegistern erwähnt, dagegen waren 1611 in Bossow nur noch drei Familien registriert.

### Dorf

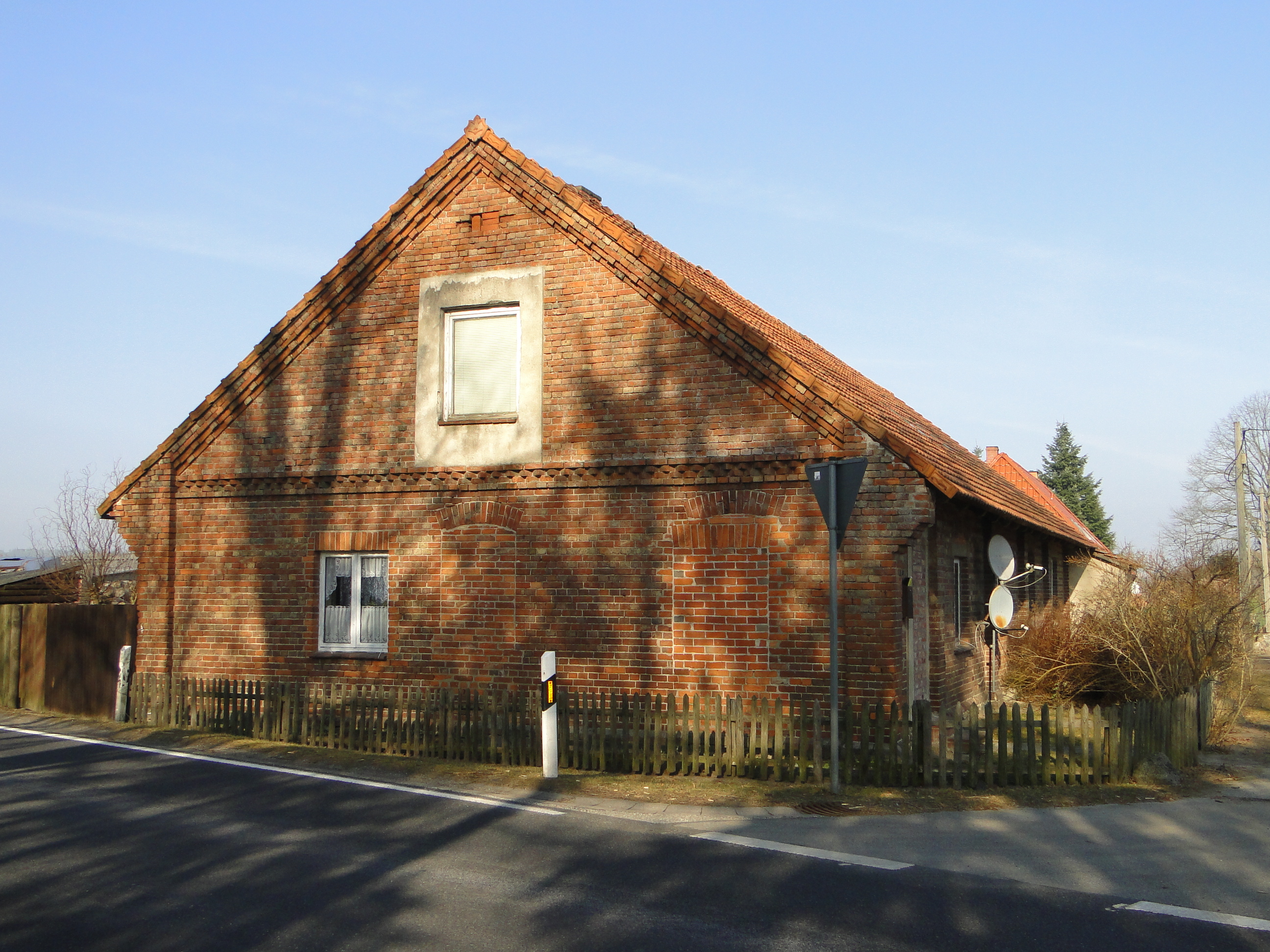
Ehemaliger Dorfkaten (2011)

Das Dorf selbst liegt auf einem flachen Sandrücken in einer Niederung am Krakower See, die mit dem Flurnamen Dörpstädt benannt ist. 1586 wurde nach einer Ortsbesichtigung mit Zeugenbefragungen der Streit um die Rechte einer Drift, einem Weg zum Viehdurchtrieb, im Bossowschen Feld und die Holznutzung zwischen dem Kloster Dobbertin und den von Weltzien beigelegt. Die Fluren von Bossow bildeten eine klösterliche Enklave, deren Flächenausdehnung sich nie geändert hatte. Im alten Amtsprotokollbuch des Klosters Dobbertin ist 1588 in Bossow neben der Beschimpfung des Küchenmeisters auch Feldfrevel und Holzdiebstahl vermerkt. 1589 ist zu lesen: Der Müller von Bossow hat den Eckenbusch in den Dannen gehauen. Die Sandgebiete der Schwinzer Heide waren damals mit Kiefern-Eichen-Mischwald belegen. 1590 durfte der Schneiderknecht Bastian Gise nach Erlegung des ablasselgelt eine Witwe heiraten. 1593 kam es wegen Entlaufen eines Jagdhundes zur Pfändung des Ochsens vom Müllersohn zu Bossow.
Über die Wassermühle liegen spärliche Nachrichten vor. 1628 forderte die Wallenstein'sche Kanzlei in Güstrow den Steuereinnehmer in Krakow auf, sich auch um die Mühle in Bossow zu kümmern. Auch Bossow wurde im Dreißigjährigen Krieg zerstört und war noch 1646 von den Einwohnern verlassen. Nach dem Krieg siedelten sich wieder vier Bauern an. Um 1700 gehörte das ganze Dorf mit dem Krug und der Mühle zum Klosteramt Dobbertin. Die Wassermühle befand sich im Dorf an der Südseite des Krakower Sees.
Pächter vom Krug:
- 1727 Dietrich Wiencken
- 1751 Gottfried Dettleff
- 1762 Christoph Holst
- 1766 Hinrich Hövenick
- 1829 Leopoldi

Nach mehreren Reparaturen übernahm ab 1707 Christoff Heveln die Mühle. Im Krakower Kirchenbuch wurden ab 1723 Jacob Köpke und ab 1727 Johann Köpke als Müller der Bossower (Bossau) Mühle genannt. Die Wassermühle lag am Entwässerungsgraben, der den Bossower See mit dem Krakower See an ihrer engsten Stelle verbindet. Bei 2011 durchgeführten Renaturierungen am Verbindungsgraben wurden Eichenpfähle mit einem Fälldatum um/nach 1243 freigelegt, die auf einen Wassermühlenstandort hindeuten.
1755 wurde einer der Bauern wegen Untüchtigkeit durch das Klosteramt von seiner Hufe abgesetzt und das Land ging an die restlichen drei Hufen. 1758 hatte sich das Kloster entschlossen, das Dorf „zum Vorteil des Closters zu legen.“ Die letzten drei Bauern kamen nach Lohmen, ein weiterer starb vor dieser Umsetzung. So war es der einzige Fall von Bauernlegen im gesamten Dobbertiner Klostergebiet.
Vor 1780 richtete das Kloster an der heutigen Stelle einen Hof ein. Zur Regulierung der Grenzen zwischen Bossow, Schwinz und Sammit verhandelten die Klostervorsteher schon 1756 mit den Gutsbesitzern von Sammit und Tessin, den von Weltzien im Krug am Grenzort Grüner Jäger auf der Karower Seite, wie das Protokoll vom 25. Juni 1756 belegt. Bei den weiteren Unstimmigkeiten zog man 1764 den Schwinzer Förster Zander und den Amtsjäger Haase zu Rate. Die neuen Grenzen des erst 1767 erfolgten Gebietsaustausches am Bossowschen Feld wurden durch den Landvermesser Friedrich von See eingemessen. 1794 heiratete der Witwer Rademacher Hartwig Christoph Wilhelm Klooth die Tochter Sophia Dorothes des verstorbenen Mühlenmeisters Friedrich Meinke aus Bossow.
1812 klagte der Jäger Prinz aus Glave vor dem Dobbertiner Klosteramtsgericht gegen den Teerschweler Stahl aus Bossow wegen Schulden.
Seit 1837 bestand der kleine Ort Bossow aus drei Teilen: dem Gutshof mit dem Pächterhaus und den Stallungen, dem etwas südlich gelegenen Dorf mit dem Krughaus und den sechs Katen sowie der am nördlichen Rand der Schwinzer Heide befindlichen Holzwärterei, dem späteren Forsthof. Am 1. Dezember 1876 wurden 88 Einwohner gezählt.

### Gut

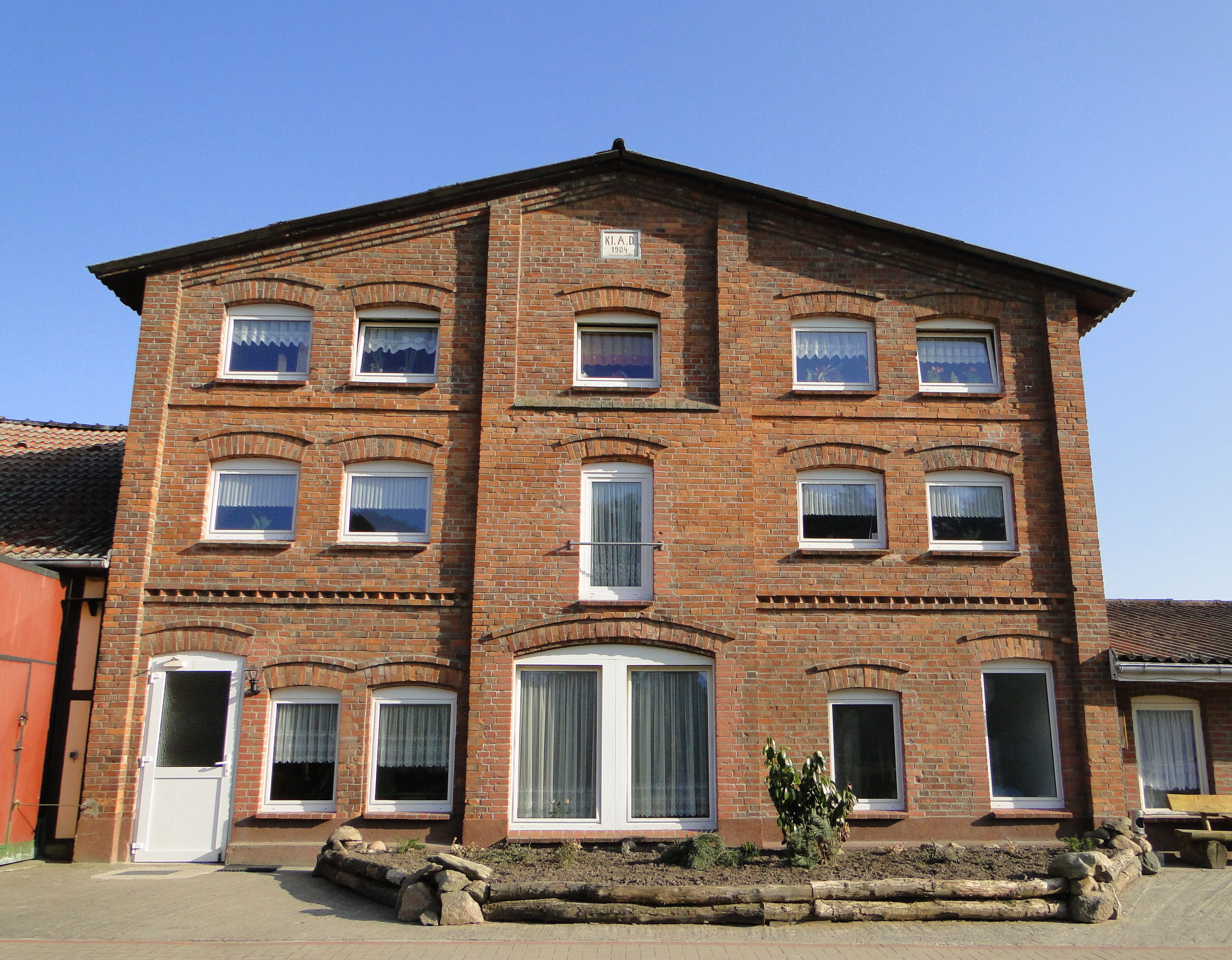
Ehemaliger Speicher (2011)

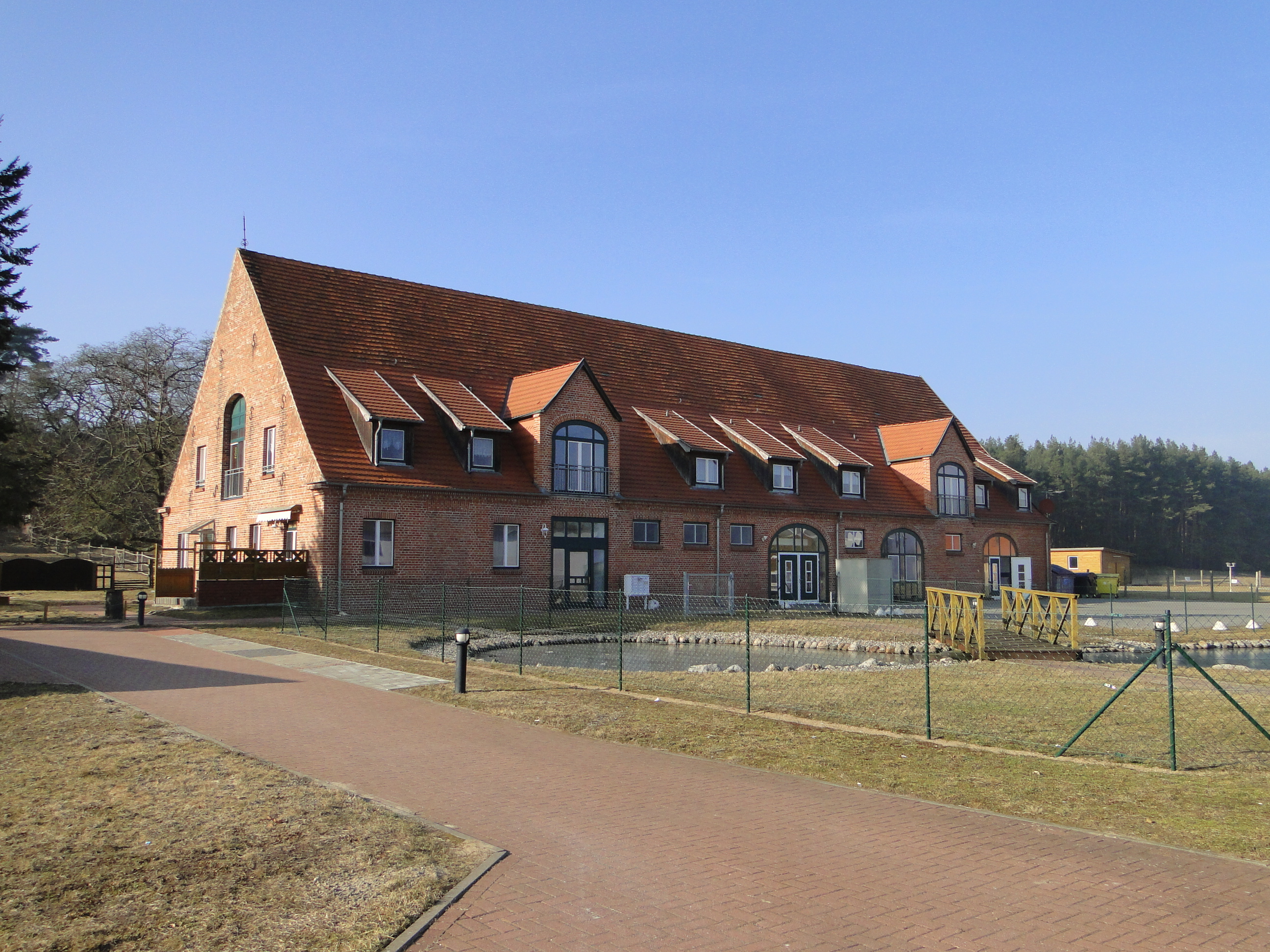
Zur Großküche umgebauter ehemaliger Pferdestall (2011)

Das Pächterhaus wurde 1773 und das Schäferhaus mit der Scheune 1777 erbaut. 1790 gehörten zum Gutshof neben dem Pächterhaus schon ein Pferdestall, eine Scheune, ein Vieh- und ein Schafstall. Die vom Klosteramt versprochene Scheune war zwar genehmigt, doch auch 1779 noch nicht errichtet worden. Die dann vor 1818 errichtete große Scheune mit dem Wagenschauer stand wegen der hohen Brandgefahr etwas abseits vom Backhaus. 1859 erfolgten Reparaturarbeiten am alten Schafstall, am Viehhaus, am Pferdestall und der Scheune.
1867 wurde das neue Viehhaus gebaut und 1882 kam der Schafstall mit einem Maschinenschauer an der Scheune hinzu. Durch Blitzschlag brannten am 12. August 1903 auf dem Hof die Scheune und zwei Stallgebäude für Pferde, Schweine, Hühner und Holz ab. Bei dem schlechten Zustand der Gebäude fiel die Entschädigungssumme der Brandversicherung mit 8420 Mark sehr gering aus. Schon 1904 wurden der dreigeschossige Speicher und die Scheune neu gebaut. Kammerrat Krasemann aus Schwerin besichtigte 1923 den Bau Landarbeiterhauses. 1924 hatte das Gut wieder 13 Pferde, 50 Kühe, 40 Schweine und 200 Schafe im Bestand. Nach dem Brand im Viehhaus am 1. Oktober 1924 verbrannten 29 Schafe, 300 Schafe wurden nach Rum Kogel gebracht und der Holzstall als Notpferdestall genutzt. Erst im August 1925 war der neue Pferde- und Schafstall fertig.
Der 1904 errichtete Speicher wird heute als Wohnunterkunft genutzt und trägt am Giebel eine Sandsteintafel mit den Initialen des Klosteramts Dobbertin (K. L. A.D.) und dem Baujahr (1904). Der später umgebaute Viehstall beherbergt derzeit eine Großküche der Volkssolidarität.
Pächter des Klosteramtes:
- 1802 H. Düßle
- 1804 Johann Wilhelm Leopoldi mit Erben
- 1847 Johann Christoph Besecke, 1861 als ruhiger ordentlicher Mann und als guter Landwirt eingeschätzt, doch 1878 wurde ihm der Hof abgenommen.
- 1879 Oeconom Georg Kleber aus Lübz, 1891 Konkursverfahren vor dem Amtsgericht in Krakow, hatte 102.253 Mark Schulden.[14]
- 1891 Oeconom August Pieritz aus Stralsund, aus gesundheitlichen Gründen erfolgte eine Weiterverpachtung an H. Lagermann. Pachtvertrag mit dem Klostzeramt hat 123 Seiten.
- 1897 C. Baller aus Bölkow, war nach schwerer Krankheit unfähig, den Hof weiter zu bewirtschaften. B. Griesebach aus Ankershagen übernahm den Hof.[15]
- 1900 Heinrich Zenker aus Dobbertin, Pacht wurde nach körperlichen Gebrechen und schweren Nervenleiden der Frau erlassen.[16]
- 1914 Landwirt Johannes Evers aus Wismar
- 1928 Sohn Karl Ludwig Evers, wegen wirtschaftlichen Zusammenbruchs wurde der Hof 1931 abgenommen und für kurze Zeit vom Staat in Selbstbewirtschaftung geführt.
- 1931 Rudolf Pentzlin, war 1943 schon 74 Jahre alt, Vieh vernachlässigt...
- 1944 Neffe Ulrich Pentzlin aus Schmachtenhagen wurde als Treuhänder und Betriebsleiter eingesetzt. Bereitstellungsschein im Januar 1945 vom Staatsminister zurückgenommen. Am 27. Juli 1945 vom Güstrower Landrat Bauch als Wirtschaftsleiter eingesetzt.[17]

Um 1805 plante das Klosteramt, „die 5 Außenschläge von dem Gute Bossow, welche zusammen etwa 117 ha enthalten, von der Pachtung abzunehmen und solche ganz mit Tannen besamen zu lassen, weil der größte Teil dieses Ackers Weh-Sand wäre, der auf dem guten Acker häufig durch Wind und Sturm hinüber getrieben würde, und demselben zum größeren Schaden wäre.“ Gleichzeitig sollte der „zu dem Gute Bossow gehörende nicht unbeträchtliche See“, den bisher der Holzwärter nutzte, an den „Pensionär“, den Gutspächter verpachtet werden. Doch 1807 fehlten immer noch die Tannensamen. Pächter Zenker hatte sich trotz des recht mäßigen Bodens 1912 bereit erklärt, statt der bisherigen 4650 Mark sogar 5000 Mark Jahrespacht zu zahlen und erhielt daraufhin den Zuschlag.
1920 hatte das Gut eine Größe von 248 Hektar. Ein Fünftel dieser Flächen waren aber Wasser, wovon der Bossower See den größten Teil einnahm. 1941 war Pächter Wilhelm Leplow aus Spendin bereit, die Leitung mit einem Betreuungsvertrag zu übernehmen, scheiterte aber an der Freigabe von Betriebsstoff für seine PKW. 1942 wurde eine Unterbringung von Zivilrussen auf der Domäne mangels Räumlichkeiten abgelehnt. Die letzte Baubesichtigung fand 1943 statt. Nach 1945 wurde das Gutshaus und weitere Gebäude durch das Krankenhaus in Güstrow genutzt und es wurden hier bis 1993 alkoholkranke Menschen betreut.
Nach Leerstand wurde ab Mai 1997 auf dem ehemaligen Gut durch den neuen Besitzer, die Volkssolidarität, eine Nachsorgeeinrichtung für Suchtkranke eingerichtet und wird dauerhaft genutzt. Die alte Hofstruktur ist dabei bewahrt worden.

### Forsthof

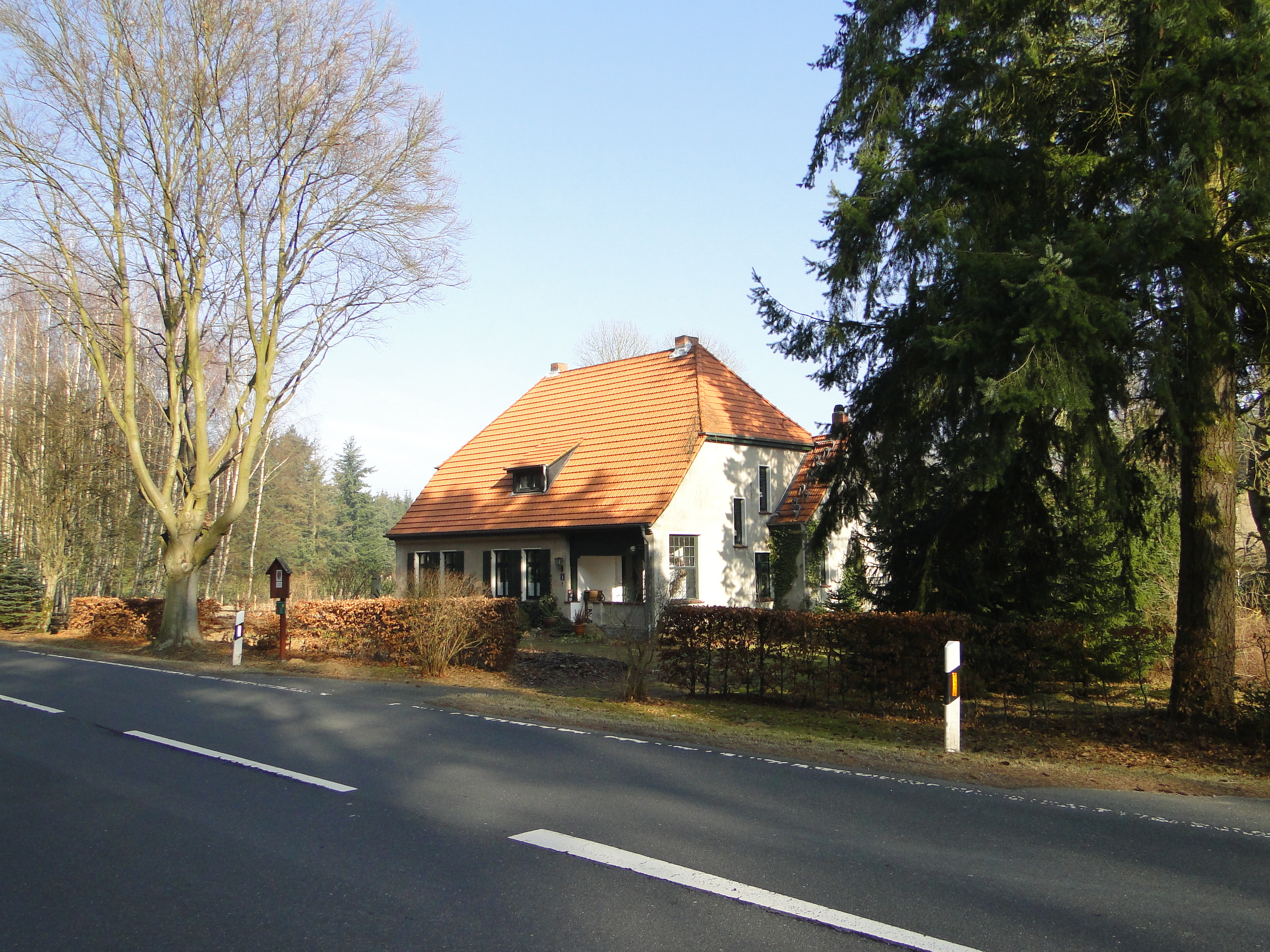
Forsthaus (2011)

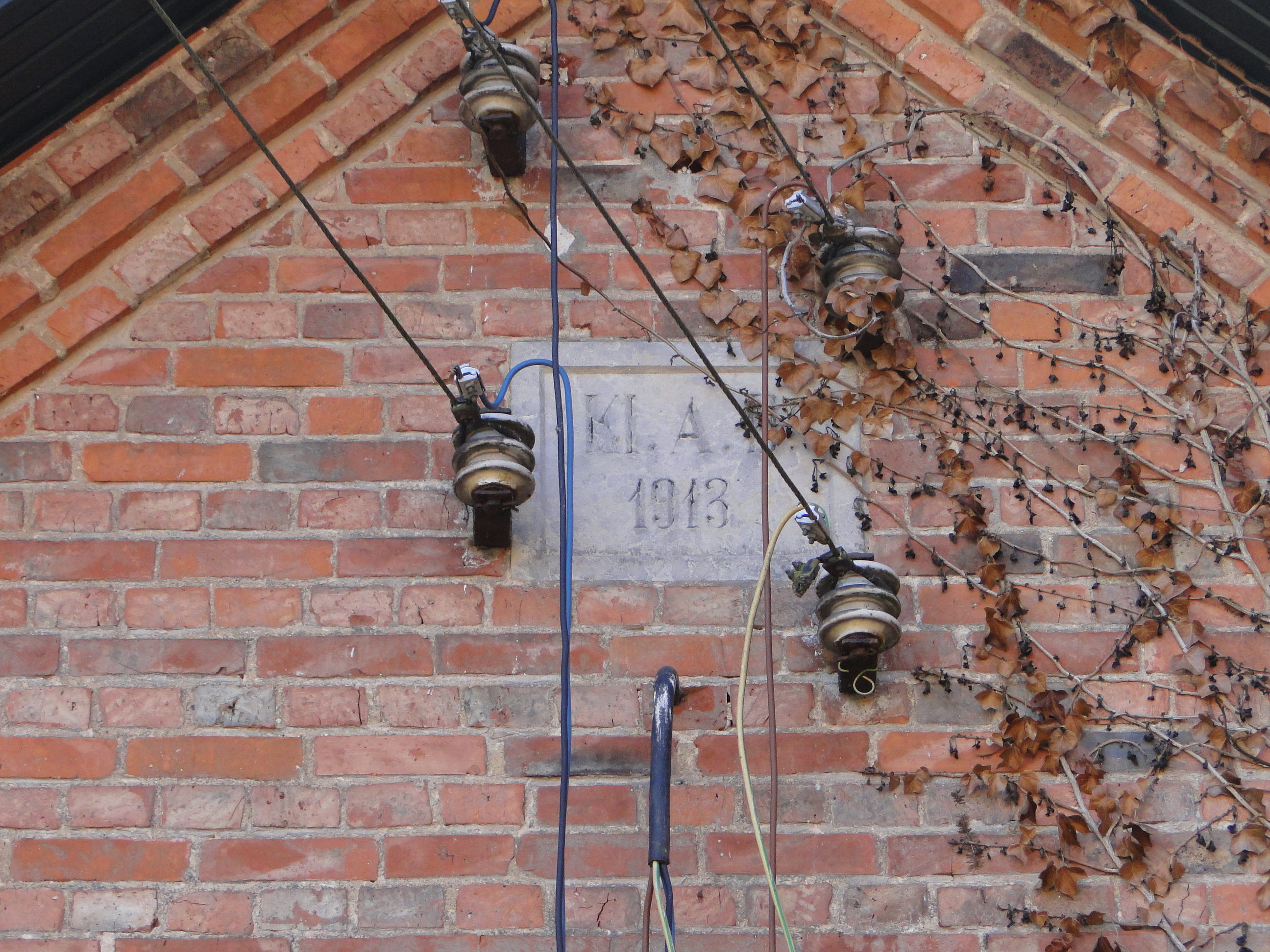
Schild am ehemaligen Holzwärterkaten (2011)

Vor 1818 standen nur das Holzwärterhaus und ein Katen für den Holzwärter. 1875 brannte das Holzwärterhaus ab.
Holzwärter des Dobbertiner Forstamtes:
- 1813–1815 Pflugradt
- 1816–1827 Wendland, ab 1830 Förster im Klosterforstamt
- 1835–1844 Stange, danach in Schwarz (hintere Sandpropstei) als Förster, erhielt nach 50-jähriger Dienstzeit den Titel Oberförster
- 1845–1846 Kobrow
- 1844–1853 Kleinkamp[20]
- 1854–1855 Wendland
- 1856–1857 Milhahn
- 1857–1858 Wendland
- 1859–1881 Milhahn, als Holzwärter und Titularförster nach 38 Jahren in klösterlichen Diensten in Ruhestand.[21]
- 1893–1905 Georg Ritz[22]

Ab 1882 wurde Bossow ein Forsthof des Klosterforstamtes. Vor Milhahns Amtsantritt wurden im Holzwärterhaus die Diele, die Küche, die Leutestube und die Schlafstube ausgeweißt, die Tür mit einer Schwelle versehen und das Dach repariert.
Revierförster des Dobbertiner Forstamtes:
- 1882–1892 Carl Milhahn, mit 70 Jahren nach 38 Dienstjahren in der Klosterforst in Ruhestand versetzt.
- 1893–1909 Georg Ritz, Holzwärter
- 1910–1913 Georg Ritz, Unterförster
- 1915–1919 Ernst Ehlert, Stationsjäger
- 1919–1936 Ernst Ehlert, Förster
- 1937–1945 Ernst Ehlert, Revierförster
- 1946 Hausmann Nehs
- 1948 B. Ollhoff
- 1948–1958 Gerhard Cornelssen
- 1950–1971 P. Nicolovius
- 1972–1989 Rünger
- 1990–1993 S. Marin
- 1993–1996 G. Rohde
- 1996–aktuell Lutz Petersen

Nach dem Bau der neuen Landstraße durch die Schwinzer Heide wurde 1867 die Holzwärterei um drei Häuser erweitert. Zur besseren Holzabfuhr aus der Schwinzer Heide beteiligte sich das Dobbertiner Klosteramt auch 1876 noch finanziell am Straßenbau.
Beim Bau der Bahnstrecke Güstrow-Karow-Plau durch das Klostergebiet in der Schwinzer Heide musste 1884 im Bossower Forst eine zusätzliche Weiche zur Erleichterung der Holzabfuhr im Klosteramt eingebaut werden. 1895 wurde noch der Remisenschuppen auf dem Forsthof errichtet. 1910 kam der Holzwärter Georg Ritz als Unterförster nach Bossow, der 1915 noch zum Stationsjäger befördert wurde. Durch Blitzschlag brannte im Januar 1913 das Holzwärterhaus ab. An gleicher Stelle errichtete noch im Sommer 1913 das Klosteramt für die Forstarbeiter einen zweihischigen Katen mit Wohnungen. 1914 wurde für den Holzwärter des Bossower Forstreviers etwas weiter nördlich ein besonderes Gehöft, bestehend aus einem Wohnhaus mit Stall und zwei Scheunen erbaut. Weitere in Aussicht genommene Neubauten konnten durch kriegsbedingten Mangel an Handwerkern nicht ausgeführt werden. 1929 gehörten zum Forsthof 11,5 Hektar Acker, 7 Hektar Wiesen, 3 Hektar Weide und ein Garten mit 40 Apfelbäumen sowie 3 Pferde, 10 Kühe und 15 Schweine. Das Forstrevier war 450 Hektar groß, davon waren 416 Hektar Nadelholz, 2 Hektar Laubholz und 14 Hektar Niederwald. Diese wurden mit 18 Hektar Nebennutzungsflächen durch 8 Forst- und Waldarbeiter bewirtschaftet. Als Rotwildrevier gab es in Bossow kein Forst- und Jagdfrevel.
Das Klosterforstamt in Dobbertin hatte mit Bossow noch weitere acht Reviere. Von 1919 gehörte Bossow dreißig Jahre lang zum Staatlichen Forstamt. Danach wurde die Forstverwaltung mehrfach umorganisiert. 1945 kam das Privatwaldrevier Neu Sammit zum Revier Bossow und 1950 wurde das Revier Bossow der neugebildeten Oberförsterei Krakow am See angegliedert. Ab 1961 gab es entscheidende Veränderungen im Forstrevier durch Flächeninanspruchnahme durch die NVA.

### Versorgungszentrum der DDR-Volkspolizei und Kampfgruppen

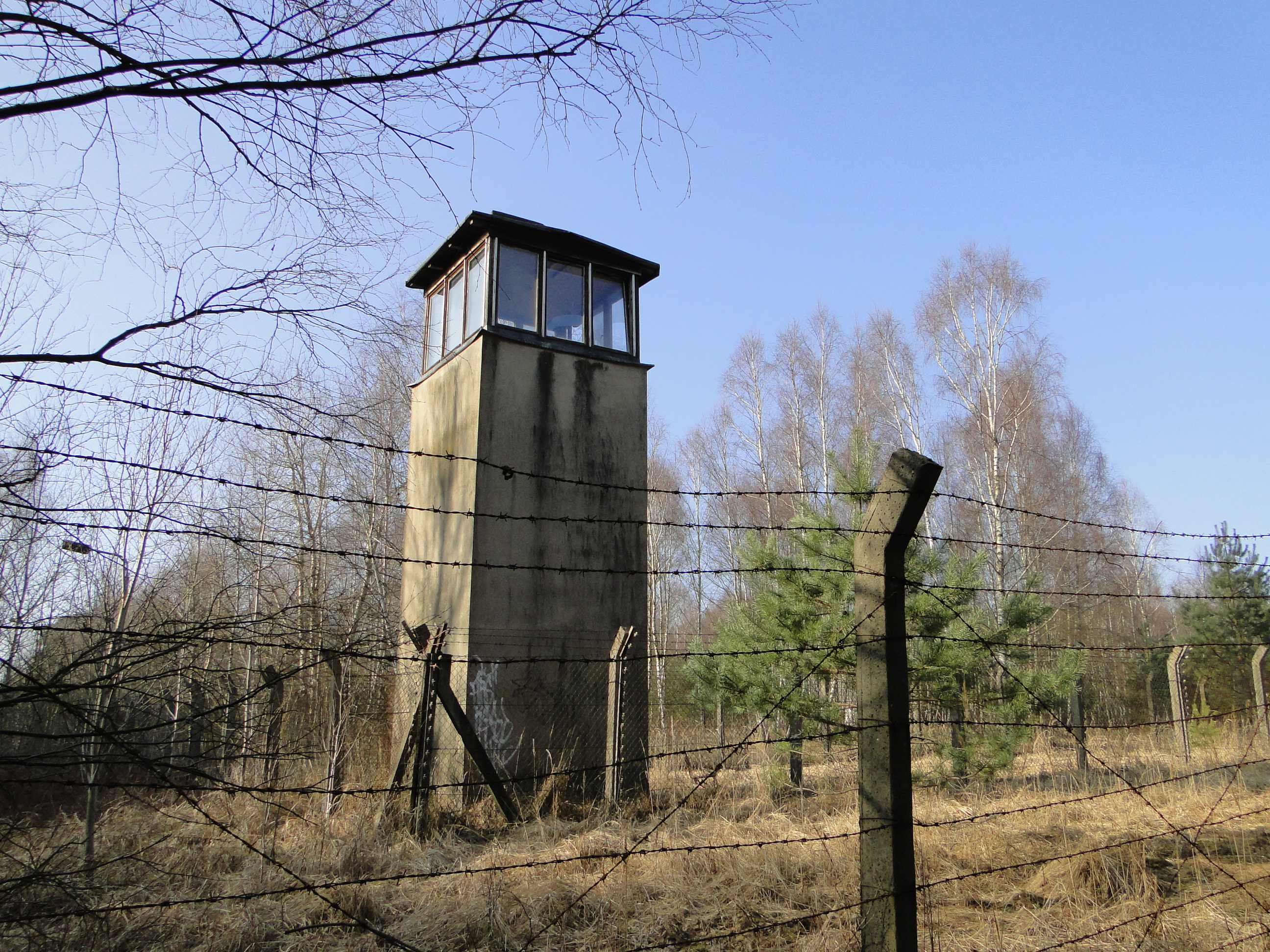
Wachturm und Schutzzäune am ehemaligen Versorgungszentrum (2011)

1961 wurde in einem Waldgebiet bei Bossow ein etwa 25 Hektar großes Munitions- und Versorgungslager der Deutschen Volkspolizei und der Kampfgruppen der Arbeiterklasse errichtet. Es umfasste unter anderem acht Bunker und große Fahrzeughallen. Das Gelände wurde durch Zäune, Stacheldraht, Wachtürme und Hunde gesichert. Das bis 1994 betriebene Areal wurde durch den Naturpark Nossentiner/Schwinzer Heide mit Geldern, die Windkraft-Investoren als Ausgleich für Eingriffe in die Natur zahlten, erworben. Ehemalige Bunker wurden bereits zu Fledermausquartieren umfunktioniert. Darüber hinaus sind ein barrierefreier Natur-Erlebnispfad Natur Parcours und eine Naturschutzstation geplant.

### Eingemeindung
Die bis dahin eigenständige politische Gemeinde Bossow wurde am 1. Juli 1950 nach Krakow am See eingemeindet.

## Sehenswürdigkeiten

### Gutshaus

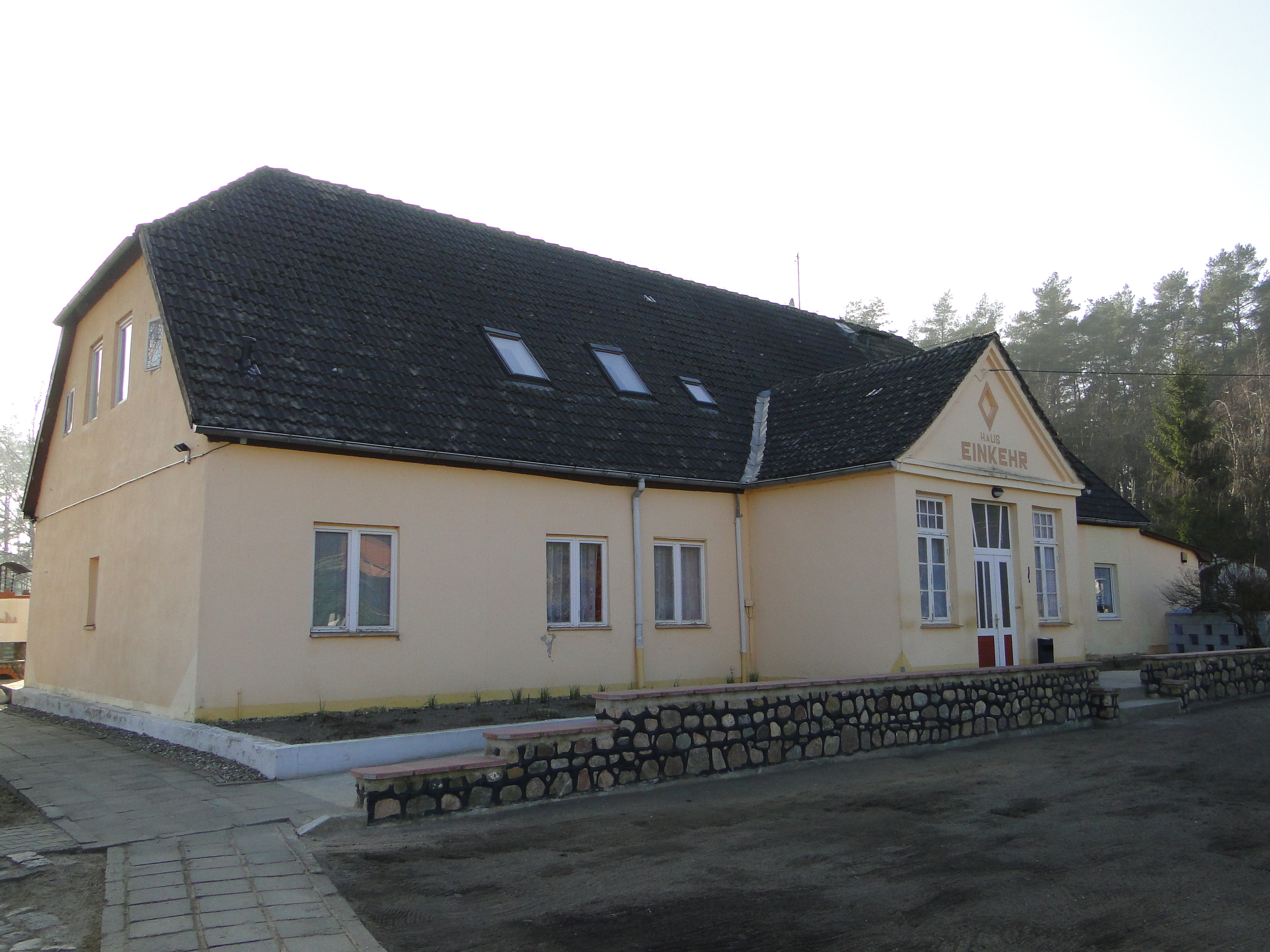
Ehemaliges Gutshaus (2011)

Das einfache Pächterhaus mit einem Mittelrisalit dürfte aus der Entstehungszeit des Hofes um 1780 stammen und wurde 1820 umgebaut. 1920 kam der Abortanbau und 1923 der Windfang hinzu. Der ursprüngliche Backsteinbau ist heute verputzt und dient mit einem Nebengebäude ebenfalls der Nachsorgeeinrichtung der Volkssolidarität. Das Pächterhaus besaß keinen aufwendig gestalteten Gutspark, sondern nur einen für diese Zeit typischen Obst- und Nutzgarten. Die Rosskastanie inmitten des heutigen Hühnerhofes wurde wahrscheinlich im 19. Jahrhundert gepflanzt.

### Gebäude im Dorf
Heute liegt Bossow, in dem noch vier modernisierte Katen stehen, deutlich vom ehemaligen Gutshof getrennt. Mit dem 1818 errichteten zweihischigen Katen gab es fünf Gebäude, 1869 standen sogar acht Katen im Dorf. Ein zweihischiger Katen bestand aus zwei Wohnungen, die meist nur mit einem Wohn- und Schlafraum sowie einer kleinen Küche ausgestattet waren.
Östlich der Landstraße, der heutigen B 103, stand das Krughaus. 1727–1751 war Dieterich Wiencken der Krüger, nach dem Inventarium von 1747 war das Wohnzimmer auch Schankstube. Bis 1762 war Gottfried Dettleff der Gastwirt, danach ließ das Klosteramt den Krug versteigern. Johann C. Holst bekam vom Klosterhauptmann Diedrich von der Osten den neuen Pachtvertrag. Doch schon 1766 hatte Hinrich Hövenick den Dorfkrug gepachtet und 1788 wurde den Klostervorstehern auf dem Malchiner Landtag die Legung des Kruges empfohlen. Als man 1845 mit dem Bau der Kunststraße, der heutigen Verbindung von Rostock nach Berlin begann, wurde der Krug abgerissen. Da die neue Straße die Bossower Feldmark zerschnitt, begann man das westlich der Landstraße liegende Ackerland in den folgenden Jahren aufzuforsten.
Für die Kinder der 64 Einwohner ließen die Klostervorsteher 1866 ein Schulhaus bauen, da der Rektor der Krakower Stadtschule den 14 Bossower Kindern den langen Schulweg von fast einer Meile ersparen wollte. Auch der Lehrer erhielt im Schulhaus eine Wohnung. Nach der Eröffnung der Eisenbahnstrecke Güstrow–Karow–Plau bekam Bossow 1882 eine Bedarfshaltestelle. Nach einem Brand ließ 1888 das Klosteramt durch den Amtsmaurermeister Rohlack einen dreihischigen Katen mit zugehörigem Stall bauen. Ein weiterer 1893 errichteter zweihischiger Katen wurde vom Landbaumeister Hamann besichtigt und dabei der offene Rauchabzug unter dem Dach und über dem Herd moniert. Seit Ostern 1916 besuchten die Bossower Schulkinder wieder die Schule in Alt Sammit, der Lehrer Adam bat für seine Mehrarbeit um eine Entschädigung. 1920 standen im Dorf ein dreihischiger und zwei zweihischge Katen mit dazugehörigen Ställen, eine Scheune und das Schulhaus. Neu waren die Abortanbauten und der vier Meter tiefe Kesselbrunnen mit einem eisernen Pumpenpfosten, der heute noch vorhanden ist. 1929 hatte Bossow noch 60 Einwohner.

### Gedruckte Quellen
- Mecklenburgisches Urkundenbuch (MUB)
- Mecklenburgisches Jahrbuch (MJB)
- (Groß)HerzoglihMecklenburg-Schwerinscher Staats-Kalender, Schwerin

### Ungedruckte Quellen
Landeshauptarchiv Schwerin (LHAS)
- LHAS 1.5-4/3 Urkunden Kloster Dobbertin
- LHAS 2.12-3/5 Kirchenvisitationen
- LHAS 3.2-3/1 Landeskloster/Klosteramt Dobbertin
- LHAS 3.2-4 Riterschaftliche Brandversicherungsgesellschaft
- LHAS 5.11-2 Landtagsversammlungen, Landtagsverhandlungen, Landtagsprotokolle, Landtagsausschuß
- LHAS 5.12-4/2 Mecklenburgisches Ministerium für Landwirtschaft, Domänen und Forsten

## Karten
- Direktorial-Vermessungskarte Von dem Hochadelichen Dobbertinschen Klosteramts 1759.
- Topographisch oekonomisch und militaerische Charte des Herzogthums Mecklenburg-Schwerin und das Fürstenthum Ratzeburg 1788 Klosteramt Dobbertin mit der Sandpropstei vom Grafen Schmettau.
- Wibekingsche Karte von Mecklenburg, 1786.
- Bertram Christian von Hoinckhusen: Mecklenburg Atlas mit Beschreibung der Aemter um 1700, Blatt 61 Beschreibung des Klosteramts Dobbertin.
- Charte von den Besitzungen des Klosters Dobbertin, Abteilung I. 1822, enthält Bossow, angefertigt nach den vorhandenen Gutskarten Anno 1822 durch L. H. Zebuhr.
- Offizielle Rad- und Wanderkarte des Naturparks Nossentiner/Schwinzer Heide, 2010.